# Mostari repülőtér
A Mostari repülőtér (bosnyák nyelven Međunarodni aerodrom Mostar/Међународни аеродром Мостар, horvátul Međunarodna zračna luka Mostar; (IATA: OMO, ICAO: LQMO) a Bosznia és Hercegovina-i Mostar középpontjától 8 km-re dél-délkeletre fekvő nemzetközi repülőtér. Ortiješ településtől 2 km-re északra található, a mostari vasútállomástól 7,4 km-re délkeletre. Tulajdonosai Mostar városa (88%) és a Zágráb-Franjo Tuđman repülőtér (12%).

## Története
A mostari repülőteret 1965-ben nyitották meg az utasforgalom előtt, belföldi járatok számára. 1965 előtt nagy, beton futópályáját a SOKO repülőgépgyártó cég használta katonai és néha utasszállító gépek tesztelésére és átadására. A repülőtér utasainak jelenleg nagy részét a közeli Međugorjébe látogató katolikus zarándokok adják. 2012-ben a repülőtér forgalma az előző évhez képest a kétszeresére nőtt, ezzel az ország második legforgalmasabb repülőtere lett a szarajevói nemzetközi repülőtér után; 2014-től a harmadik legforgalmasabb a szarajevói és a tuzlai után.
A tervezett további beruházások közt szerepel a terminálépület felújítása és bővítése, a forgalmi előtér bővítése, a felszerelés modernizálása, a futópálya esetleges felújítása és a személyzet további kiképzése Olaszországban, valamint üzemanyagtartályok és hangárok építése magánrepülőgépek és egy mostari repülésoktató iskola gépei számára.
A legközelebbi nagyobb nemzetközi repülőtér Horvátországban a dubrovniki repülőtér (Mostartól 120 km-re délkeletre) és a szarajevói nemzetközi repülőtér (138 km-re északra).

## Légitársaságok és úti célok
| Légitársaság           | Célállomások |
| ---------------------- | --- |
| Air Alsie              | Charter: Billund |
| Air Vallée             | Szezonális charter: Bari, Nápoly |
| AlbaStar               | Szezonális charter: Bergamo, Milánó-Malpensa |
| Blue Panorama Airlines | Szezonális charter: Róma-Fiumicino |
| Croatia Airlines       | Szezonális charter: Bejrút |
| Express Airways        | Szezonális charter: Bari, Lamezia Terme, Nápoly |
| Limitless Airways      | Szezonális charter: Gothenburg-Landvetter |
| Mistral Air            | Szezonális: Bari, Nápoly, Róma-Fiumicino Seasonal charter: Bologna, Catania, Cuneo, Lamezia Terme, Torino, Palermo, Reggio Calabria, Olbia, Cagliari, Pisa, Párma |

## Statisztika
| Év/Hónap | Január | Február | Március | április | Május  | Június | Július | Augusztus | Szeptember | Október | November | December | Összesen | Változás |
| 2016     | 226    | 24      | –       | –       | –      | –      | –      | –         | –          | –       | –        | –        | 250      | -74%     |
| 2015     | 775    | 186     | 2425    | 6680    | 11 867 | 9696   | 9715   | 13 305    | 11 502     | 6718    | 852      | 1303     | 75 024   | +10,00%  |
| 2014     | 395    | 117     | 1575    | 5817    | 9689   | 9288   | 8831   | 10 691    | 10 499     | 7731    | 1426     | 1921     | 67 980   | -1,39%   |
| 2013     | 155    | 7       | 2453    | 7737    | 9082   | 9146   | 6665   | 11 103    | 9599       | 7602    | 3339     | 2058     | 68 939   | −13,22%  |
| 2012     | 177    | 318     | 2.139   | 9169    | 8677   | 11 922 | 9921   | 13 737    | 10 839     | 6360    | 2923     | 1873     | 78 055   | +212%    |
| 2011     | 554    | 0       | 696     | 2193    | 4029   | 5087   | 4343   | 4644      | 8432       | 4265    | 1086     | 1478     | 36 807   | +206%    |
| 2010     | –      | –       | –       | –       | –      | 986    | 1800   | 4255      | 3712       | 1879    | 544      | –        | 17 833   |          |

## Fordítás
- Ez a szócikk részben vagy egészben  a   Mostar Airport című angol Wikipédia-szócikk ezen változatának fordításán alapul.  Az eredeti cikk szerkesztőit annak laptörténete sorolja fel. Ez a jelzés csupán a megfogalmazás eredetét és a szerzői jogokat jelzi, nem szolgál a cikkben szereplő információk forrásmegjelöléseként.